# Laußig
Laußig – miejscowość i gmina w Niemczech, w kraju związkowym Saksonia, w okręgu administracyjnym Lipsk, w powiecie Nordsachsen. Do reformy administracyjnej w 2008 gmina leżała w powiecie Delitzsch.
Gmina Laußig leży ok. 11 km na północ od Eilenburga i ok. 6 km na południe od Bad Düben, na lewym brzegu rzeki Mulda.
W skład obszaru gminy wchodzą następujące dzielnice:
- Authausen
- Durchwehna
- Görschlitz
- Gruna
- Kossa
- Laußig
- Pressel
- Pristäblich

## Bibliografia

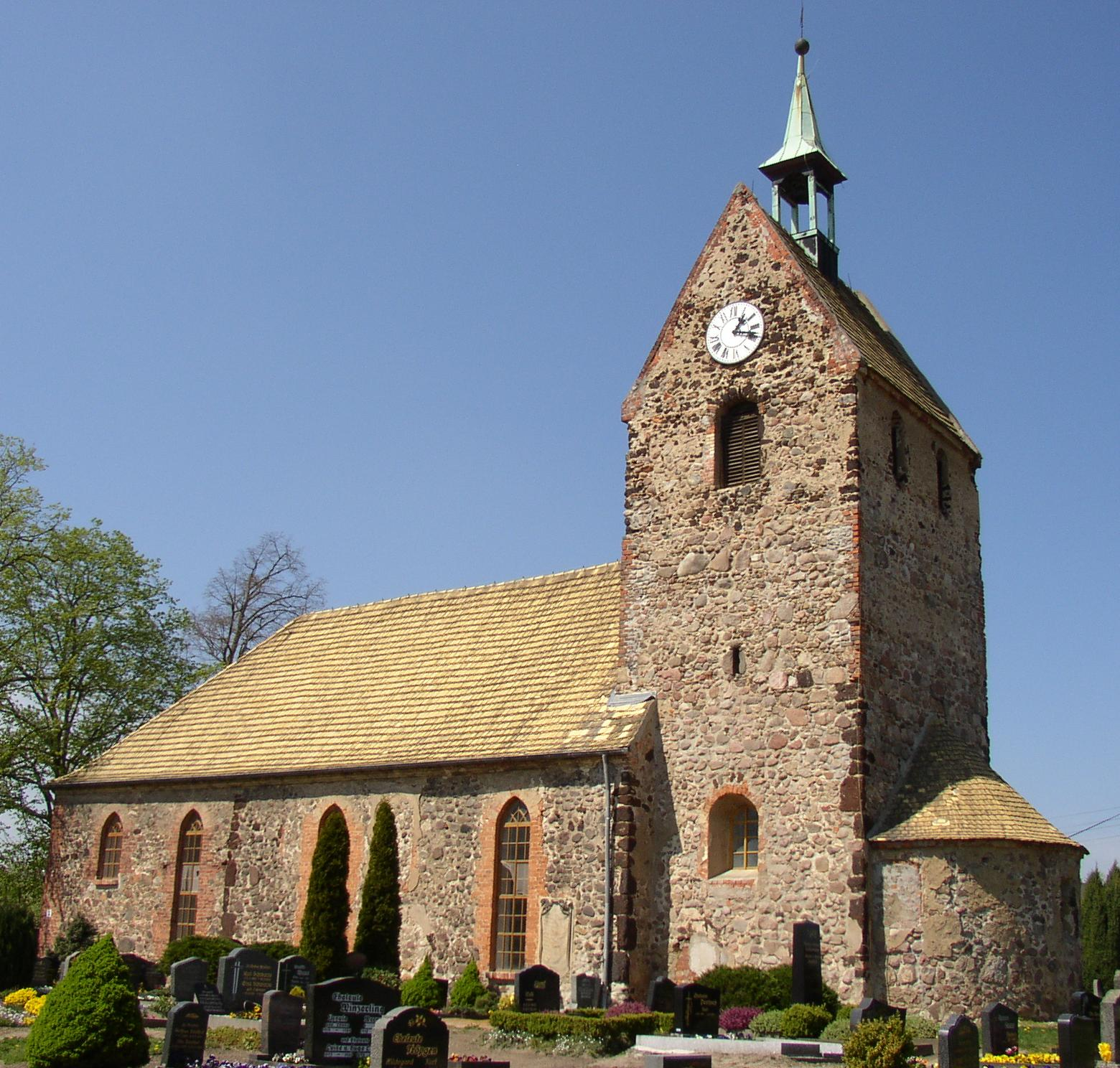
Kościół w dzielnicy Authausen
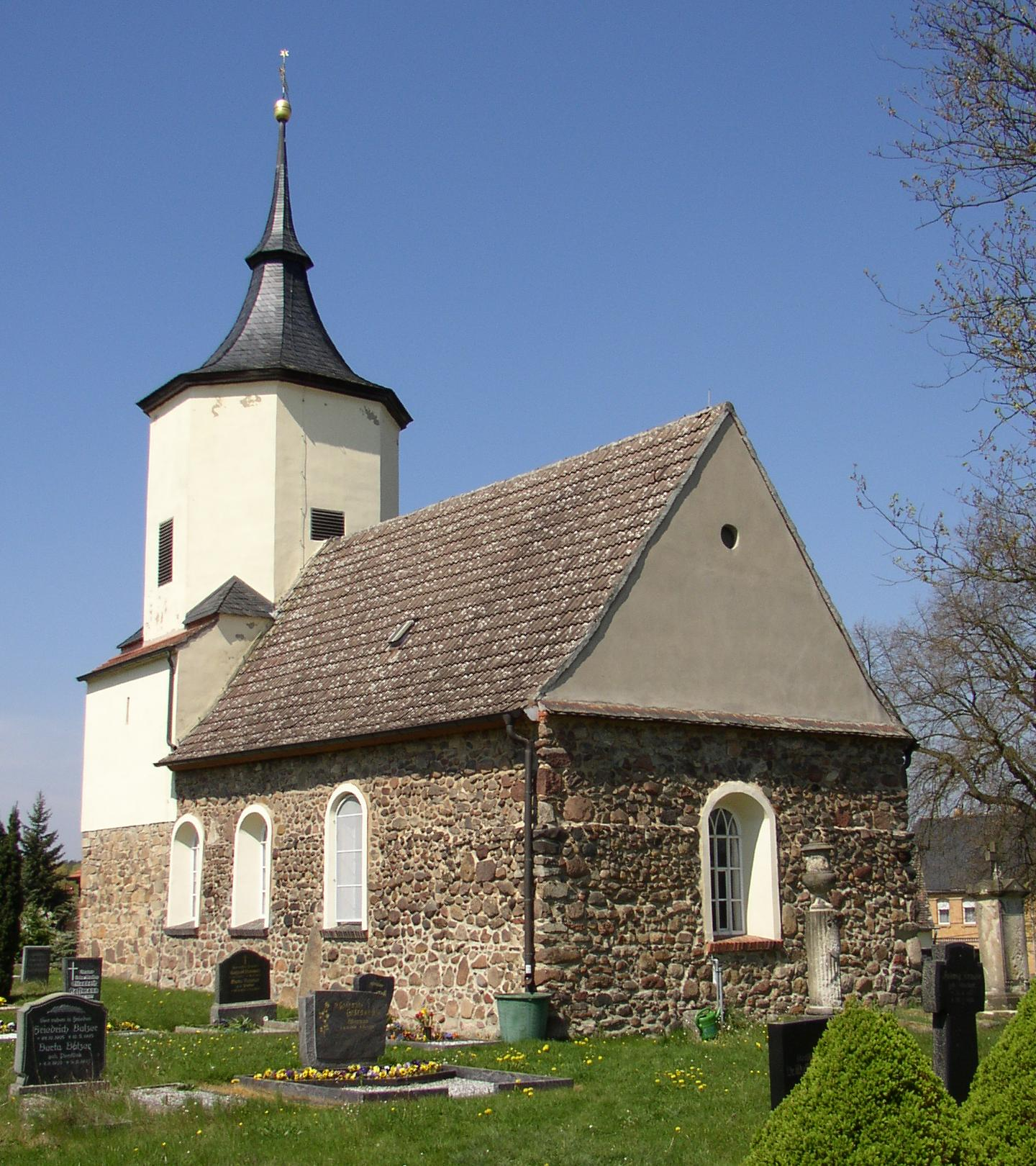
Kościół w dzielnicy Durchwehna